# 井上泰至
井上 泰至（いのうえ やすし、1961年 - ）は、日本の日本文学研究者。防衛大学校教授。博士（文学）。
専門は近世文学（特に上田秋成・武士の文学・人情本）だが、井原西鶴・正岡子規・高浜虚子についても手がける。

## 来歴
京都府京都市生まれ。上智大学文学部国文学科卒。同大学院文学研究科博士後期課程単位取得満期退学。
1989年防衛大学校助手、1991年同講師、1995年同助教授、2007年准教授、2012年教授。
2010年日本伝統俳句協会理事、2011年同常務理事。2013年国文学研究資料館客員教授。
2014年「近世刊行軍書の研究」で上智大学より博士の学位を取得。
2023年日本伝統俳句協会副会長、2025年日本伝統俳句協会会長

## 著書
- 『雨月物語論：源泉と主題』（笠間書院） 1999年　ISBN 4305701979
- 『サムライの書斎：江戸武家文人列伝』（ぺりかん社） 2007年　ISBN 9784831511812
- 『<悪口>の文学、文学者の<悪口>』（新典社、新典社新書） 2008年　ISBN 9784787961037
- 『江戸の恋愛作法』（春日出版） 2008年　ISBN 9784863210561
- 『雨月物語の世界：上田秋成の怪異の正体』（角川学芸出版、角川選書） 2009年　ISBN 9784047034440
- 『恋愛小説の誕生：ロマンス・消費・いき』（笠間書院） 2009年　ISBN 9784305704726
- 『春雨物語：現代語訳付き』（訳注、角川学芸出版、角川ソフィア文庫） 2010年　ISBN 9784044011048
- 『子規の内なる江戸：俳句革新というドラマ』（角川学芸出版） 2011年　ISBN 9784046523891
- 『江戸の発禁本：欲望と抑圧の近世』（角川学芸出版、角川選書） 2013年　ISBN 9784047035294
- 『雑食系書架記』（学芸みらい社） 2014年　ISBN 9784905374374
- 『近世刊行軍書論：教訓・娯楽・考証』（笠間書院） 2014年　ISBN 9784305707390
- 『近代俳句の誕生：子規から虚子へ』（日本伝統俳句協会） 2015年　ISBN 9784902375442
- 『正岡子規：俳句あり則ち日本文学あり』（ミネルヴァ書房、ミネルヴァ日本評伝選） 2020年　ISBN 9784623090136
- 『山本健吉：芸術の発達は不断の個性の消滅』（ミネルヴァ書房、ミネルヴァ日本評伝選） 2022年　ISBN 9784623094455
- 『俳句のマナー、俳句のスタイル』（本阿弥書店） 2024年　ISBN 9784776816614
- 『夏目漱石の百句』（ふらんす堂） 2024年　ISBN 978-4781416717

### 共編など
- 『改訂版 雨月物語：現代語訳付き』（KADOKAWA、角川ソフィア文庫） 2006年　ISBN 9784044011024
- 『江戸文学41 軍記・軍書』（責任編集、ぺりかん社） 2009年　ISBN 9784831512482
- 『秀吉の対外戦争：変容する語りとイメージ：前近代日朝の言説空間』（金時徳共著、笠間書院） 2011年　ISBN 9784305705518
- 『江戸の文学史と思想史』（田中康二共編、ぺりかん社） 2011年　ISBN 9784831513007
- 『春雨物語』（一戸渉, 三浦一朗, 山本綏子共著、三弥井書店、三弥井古典文庫） 2012年　ISBN 9784838270798
- 『日中韓の武将伝』（長尾直茂, 鄭炳説共編、勉誠出版、アジア遊学） 2014年　ISBN 9784585226390
- 『江戸文学を選び直す：現代語訳付き名文案内』（田中康二共編、笠間書院） 2014年　ISBN 9784305707352
- The Cambridge History of Japanese Literature．Editors:Haruo Shirane, Tomi Suzuki, David Lurie, 2015
- 『上田秋成研究事典』（秋成研究会編、笠間書院） 2016年　ISBN 9784305707901
- 『秀吉の虚像と実像』（堀新共編、笠間書院） 2016年　ISBN 9784305708144
- 『近世日本の歴史叙述と対外意識』（編著、勉誠出版） 2016年　ISBN 9784585221524
- 『俳句のルール』（編著、笠間書院） 2017年　ISBN 9784305708403
- 『関ヶ原はいかに語られたか：いくさをめぐる記憶と言説』（編著、勉誠出版） 2017年　ISBN 9784585226789
- 『清涼井蘇来集：江戸怪談文芸名作選』（校訂代表、国書刊行会） 2018年　ISBN 9784336060372
- 『武家義理物語』（木越俊介, 浜田泰彦共著、三弥井書店、三弥井古典文庫） 2018年　ISBN 9784838271054
- 『関ケ原合戦を読む：慶長軍記 翻刻・解説』（湯浅佳子共編、勉誠出版） 2018年　ISBN 9784585222279
- 『信長徹底解読：ここまでわかった本当の姿』（堀新共編、文学通信） 2020年　ISBN 9784909658319
- 『資料論がひらく軍記・合戦図の世界：理文融合型資料論と史学・文学の交差』（編著、勉誠出版、アジア遊学） 2021年　ISBN 9784585325086
- 『俳句がよくわかる文法講座：詠む・読むためのヒント』（堀切克洋共著、文学通信） 2022年　ISBN 9784909658791
- 『家康徹底解読：ここまでわかった本当の姿』（堀新共編、文学通信） 2023年　ISBN 9784909658951
- 『渾沌と革新の明治文化：文学・美術における新旧対立と連続性』（勉誠出版） 2023年　ISBN 9784585325314

## 参考
- NHK木曜時代劇『まんまこと ～ 麻之助裁定帳』（2015年7月～10月）の俳句を担当。